# Méthode d'analyse de risques informatiques optimisée par niveau
La méthode d'analyse de risques informatiques orientée par niveau (Marion) est une méthode d'audit, proposée depuis 1983 par le CLUSIF, visant à évaluer le niveau de sécurité informatique d'une entreprise. 

## Objectif
L'objectif est double : 
1. situer l'entreprise auditée par rapport à un niveau jugé correct, et par rapport à l'état de l'art, c'est-à dire au niveau atteint par les entreprises similaires[1].
2. identifier les menaces et vulnérabilités à contrer.

## Principe

### Six thèmes
L'analyse est articulée en 6 grands thèmes:
1. la sécurité organisationnelle
2. la sécurité physique
3. la continuité de service
4. l'organisation informatique
5. la sécurité logique et l'exploitation
6. la sécurité des applications

### Vingt-sept indicateurs
Les indicateurs, répartis dans ces 6 thèmes, vont être évalués à l'aide d'un questionnaire qui passe en revue 27 facteurs de risques, et valorisés sur une échelle de 0 (très insatisfaisant) à 4 (très satisfaisant). Chaque indicateur est affecté d'un poids en fonction de son importance.

## Phases

### Préparation
Les objectifs de sécurité de l'entreprise sont définis. Le champ d'action de l'analyse est défini, ainsi que le découpage fonctionnel de ce champ d'action

### Audit des vulnérabilités

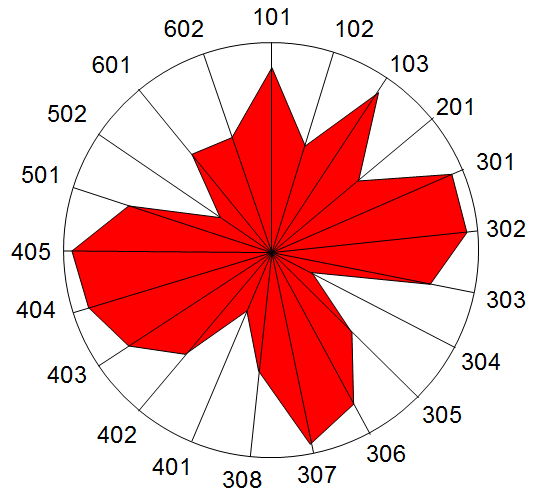
Exemple de rosace réalisée dans le cadre de la méthode MARION

Cette phase se base sur les questionnaires fournis par la méthode
- Les contraintes de l'entreprise sont identifiées.
- Les indicateurs sont valorisés de 0 à 4. Chaque indicateur est affecté d'un poids relatif.
- L'ensemble des indicateurs est très souvent représenté sous forme graphique : rosace/radar[1], diagramme en barres, ... Des diagrammes de synthèse sont également possibles : rosace par source des risques (accident, malveillance, erreur), par impact des risques (disponibilité, intégrité, confidentialité des informations), ...

### Analyse des risques
- L'exploitation des résultats de l'audit permet de répartir les risques en majeurs (RM) et simples (RS).
- Le SI est alors découpé en fonctions. Les groupes fonctionnels spécifiques hiérarchisés selon l'impact et la potentialité des risques les concernant sont identifiés. Pour chaque groupe fonctionnel de l'entreprise, chaque fonction est revue en détail afin d'évaluer les scénarios d'attaque possibles avec leur impact et leur potentialité. Voir ci-dessus la typologie des menaces proposée par la méthode.

### Élaboration du plan d'action
- Les menaces et vulnérabilités qui pèsent sur l'entreprise étant identifiées et valorisées, l'entreprise décide du degré d'amélioration à apporter pour réduire ces risques et idéalement atteindre la note globale de 3.
- Elle définit les moyens à y affecter. On évalue le coût de la mise en conformité.
- Les tâches sont décrites et ordonnancées.

## Historique
Mise au point au début des années 1980 par le  CLUSIF, la méthode MARION n'a plus évolué depuis 1998.
Le CLUSIF, qui considère que cette méthode MARION est devenue obsolète dans la prise en compte des urbanisations informatiques et des environnements d'applications et de réseaux, propose ensuite, à partir de 1997, la méthode harmonisée d'analyse des risques (Méhari).
Mais, les deux méthodes coexistent pendant plusieurs décennies. Et cette méthode MARION  est encore citée comme une des méthodes standards en 2001 par 01net, ou comme une des méthodes les plus connues en 2014 par ZDNet,